# رادوسلاف مورافسكي
رادوسلاف مورافسكي (بالبولندية: Radosław Murawski)‏ هو لاعب كرة قدم بولندي في مركز الوسط، ولد في 22 أبريل 1994 في غليفيتسه في بولندا. شارك مع منتخب بولندا تحت 19 سنة لكرة القدم ومنتخب بولندا تحت 20 سنة لكرة القدم ومنتخب بولندا تحت 21 سنة لكرة القدم. أما مع النوادي، فقد لعب مع بياست غليفيتسه ونادي باليرمو.

## وصلات خارجية
- رادوسلاف مورافسكي على موقع اتحاد تركيا (لاعب) (الإنجليزية)
- رادوسلاف مورافسكي على موقع قاعدة بيانات كرة القدم.إي يو (الإنجليزية)
- رادوسلاف مورافسكي على موقع Soccerway.com (الإنجليزية)
- رادوسلاف مورافسكي على موقع عالم كرة القدم.نت (الإنجليزية)